# Попилий Педон Апрониан
Попилий Педон Апрониан (на латински: Popilius Pedo Apronianus; † 204/206 г.) e политик и сенатор на Римската империя през края на 2 век и началото на 3 век.

## Биография
Педон е патриций и произлиза от фамилията Попилии, чието име идва от оскийски. Той е вероятно внук на Гай Попилий Кар Педон (суфектконсул 147 г.).
През 191 г. той е консул заедно с Марк Валерий Брадуа Маврик. През 204/205 г. (или 205/206) той е проконсул на провинция Азия. По това време е осъден на смърт за обида на императора.